# 환자중심의료
환자중심의료(patient-centered care)는 의사와 환자의 파트너십을 강조한 개념으로, 환자의 건강 욕구와 개인적인 선호를 고려하여 진료 과정에 환자의 가치를 반영하는 개념을 의미한다.

## 같이 보기
- 의료사회학
- 의사-환자 관계
- 인간중심돌봄